# Lokomotiva 794
Lokomotiva 794 je dvounápravová motorová lokomotiva z produkce společnosti CZ LOKO, která je určena pro lehký posun a traťovou službu. První kus – 794.001 – byl představen na veletrhu InnoTrans v roce 2014.

## Technické provedení
Jedná se dvounápravovou lokomotivu s uspořádáním pojezdu Bo, která je vybavena spalovacím motorem Caterpillar C 13 o výkonu 328 kW. Ten pohání trakční alternátor Siemens, ze kterého jsou napájeny dva stejnosměrné tlapové trakční motory TDM 5003 s kluznými ložisky z produkce CZ LOKO. Délka přes nárazníky je 7940 mm, hmotnost podle provedení 28 až 32 tun. První vyrobený kus 794.001 má hmotnost 30 tun a maximální tažnou sílu 120 kN, trvalá tažná síla při rychlosti 9,3 km/h pak činí 72 kN. Maximální rychlost lokomotivy je 60 km/h. Lokomotiva není vybavena elektrodynamickou brzdou.

## Provoz

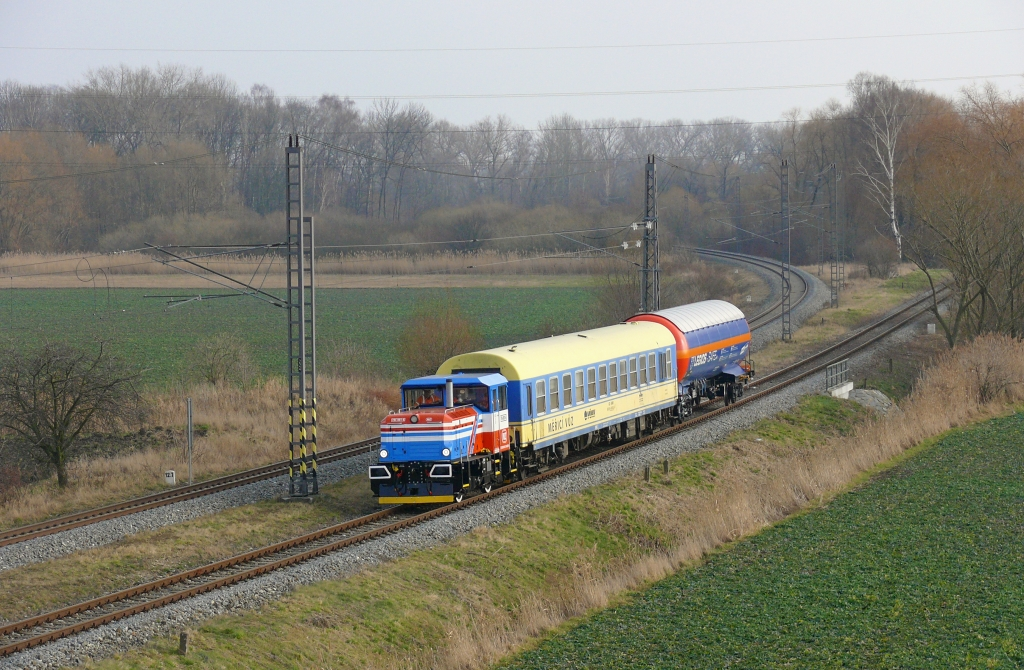
794.001 na železničním zkušebním okruhu v Cerhenicích

Prototypová lokomotiva 794.001 byla nasazena do provozu od března 2015, nejdříve v Třineckých železárnách, poté u Českých drah v Brně. Na základě výběrového řízení objednaly v roce 2017 České dráhy u CZ LOKO 12 lokomotiv této řady za pořizovací cenu cca 20 mil. Kč za kus. Dodávky lokomotiv č. 794.002 až 794.013 probíhaly od září 2017 do února 2019. Lokomotivy ČD měly být provozovány v depech a na zálohách velkých uzlových stanic.